# GB AB 151–158
Die zweiachsigen gemischtklassigen Personenwagen 1. und 2. Klasse der Gattung AB und den Nummer 151–158 kamen bei der Gotthardbahn-Gesellschaft (GB) ab 1888 zum Einsatz.

## Geschichte
1888 beauftragte die GB die Schweizerische Industrie-Gesellschaft mit dem Bau von acht gemischtklassigen Personenwagen der 1. und 2. Klasse. Die Wagen besassen zwei Abteile der 1. Klasse mit insgesamt neun Sitzplätzen und Seitengang sowie 16 Plätze der 2. Klasse mit Mittelgang. Getrennt waren die Bereiche durch einen von beiden Gängen aus zugänglichen Waschraum, der zu einer Toilette führte. Die Wagen verfügten über Dampfheizung und Gasbeleuchtung.
Ein Exemplar wurde 1898 ausrangiert. Die anderen Wagen wurden bei der Verstaatlichung der GB 1909 von den Schweizerischen Bundesbahnen (SBB) übernommen und bekamen die Nummer 1864–1870. Wie lange die Wagen im Einsatz waren, ist nicht genau bekannt.